# KK Jolly JBS Šibenik
KK Jolly JBS je bivši hrvatski košarkaški klub iz Šibenika osnovan 2009. godine.

## Povijest
Vrlo zaslužan za klub je osnivač, Josip Stojanović zvani Jolly. 
Osim seniorskog kluba osnovana je i Škola košarke. 
Klub se natjecao u A-1 ligi, a svoje domaće utakmice igrao je u sportskoj dvorani Baldekin u Šibeniku čiji kapacitet iznosi 1.500 mjesta. 
Klub je u sezoni 2016./17. igrao u završnici kupa Krešimira Ćosića, a u sezonama 2012./13. i 2013./14. igrao i polufinale A-1 lige.
Klub se u srpnju 2017. godine trebao prijaviti za natjecanje u A-1 ligi, po novome nazivu Premijer ligi, no to čelni ljudi kluba nisu učinili pa su nekoliko dana poslije potvrdili da se Jolly JBS sljedeće sezone neće natjecati u najvišemu rangu hrvatske košarke.

## Uspjesi
- Kup Krešimira Ćosića:
  - finalist: 2016./17.

- A-1 liga:
  - poluzavršnica: 2012./13., 2013./14.

- A-2 liga Jug:
  - pobjednik: 2010./11.

## Treneri
- 2009. – 2011. Dženan Rahimić
- 2011. – 2013. Ivica Burić
- 2013.            Mladen Erjavec
- 2013.            Anđelko Matov
- 2013. – 2015. Ivan Velić
- 2015. – 2016. Damir Milačić
- 2016. – 2017. Ivan Velić

## Poznati igrači
Dino Butorac
 Teo Petani
 Ivan Novačić
 Michaelyn Scott
 Brendon Penn
 Mate Mrva

## Vanjske poveznice
- Službene stranice